# Ато Болдон
Ато Болдон (енгл. Ato Jabari Boldon; Порт ов Спејн, 30. децембар 1973) бивши је атлетски спринтер Тринидада и Тобага, који се специјализовао за трке на 100 м и 200 м.
Двоструки светски првак међу јуниорима на 100 и 200 метара (1992). Освајач сребрне медаље на Панамеричким играма у штафети 4 x 100 метара (2003). Шампион Игара Комонвелта на 100 метара (1998). Вишеструки шампион и рекордер земље у спринтерским дисциплинама.
Учесник је на четири Олимпијских игара (1992-2004). Освајач сребрне (2000) и бронзане (1996) олимпијске медаље у трци на 100 метара. Двоструки освајач бронзане олимпијске медаље на 200 метара (1996, 2000). Финалиста (7. место) Олимпијске штафете 4 x 100 метара (2004).
Светски шампион на 200 метара (1997). Освајач сребрне медаље на Светском првенству у штафети 4×100 метара (2001). Двоструки освајач бронзане медаље на Светском првенству на 100 метара (1995, 2001). Финалиста (5. место) Светског првенства на 100 метара (1997).
Болдон се 1998. оженио са Касандром Милс након трогодишњег забављања. Болдон и Милс су се развели 2007. Заједно нису имали деце. Има једну ћерку из претходне везе. Имао је ћерку са водитељком Неки Мохан 2007. Развели су се 2018. Живи на Флориди, такође има америчко држављанство. По њему је назван атлетски и фудбалски стадион Ато Болдон, који се налази у Балмаину, Кува, Тринидад и Тобаго.

## Олимпијске медаље
- Сиднеј 2000.  Аустралија
  - сребро 100 м
  - бронза 200 м
- Атланта 1996.  САД
  - бронза 100 м
  - бронза 200 м

## Светска првенства
- Атина 1997  Грчка
  - злато 200 м
- Едмонтон 2001  Канада
  - сребро 4 x 100 м
  - бронза 100 м
- Гетеборг 1995  Шведска
  - бронза 100 м

## Лични рекорди
| Датум                                              | Дисциплина | Место                         | Време                             |
| -------------------------------------------------- | ---------- | ----------------------------- | --------------------------------- |
| 16. 2. 2000.                                       | 50 м       | Мадрид                        | 5.64 (НР)                         |
| 23. 2. 1997.                                       | 60 м       | Бирмингем                     | 6.49 (НР)                         |
| 19. 4. 1998, 17. 6. 1998, 16. 6. 1999, 2. 7. 1999. | 100 м      | Волнат, Атина, Атина и Лозана | 9.86 +1.8, −0.4, +0.1 & +0.4 (НР) |
| 13. 7. 1997.                                       | 200 м      | Штутгарт                      | 19.77 (НР)                        |

- Све информације преузете са ИААФ профила.[4]